# Carilshet
Villa Carilshet aan de Van Reenenlaan 16 is een gemeentelijk monument in Baarn in de provincie Utrecht. Het huis staat in het Wilhelminapark dat onderdeel is van rijksbeschermd dorpsgezicht Prins Hendrikpark e.o.
De asymmetrisch ingedeelde voorgevel heeft links een topgevel met namaak-vakwerk bovenin. Rechts bevindt zich een inpandige portiek. Aan beide zijgevels zijn aanbouwen gemaakt. De naam Carilshet staat vermeld op een gevelsteen.

## Oorsprong
De villa is in 1915 gebouwd naar een ontwerp van de Baarnse architect Herman Onvlee. De opdrachtgever was D.H. Jibben. De villa heeft een halfronde oprijlaan. Zij is gebouwd op de kop van de Rutgers van Rozenburglaan en vormt zo een visuele afsluiting van deze laan. Doordat Carilshet recht tegenover de Rutgers van Rozenburglaan staat, lijkt het alsof die straat doodloopt. De villa werd in 1948 bewoond door N. van Wijck Jurriaanse. De villa is steeds particulier bewoond geweest.
De van Reenenlaan is op 20 december 1954 genoemd naar de Baarnse burgemeester Jhr. dr. G.J.C. van Reenen. Oorspronkelijk heette de laan Nieuwe Domlaan omdat de laan was gericht op de Dom van Utrecht. De laan is de meest noordelijke laan in het Emmapark en is bebouwd met vrijstaande woonhuizen uit de twintigste eeuw, waaronder villa's en een recentere bungalow.